# 惠潮嘉道
惠潮嘉道，清帝國時廣東的行政編制，由惠州府、潮州府、嘉應州組成。
- 惠州府：連平州，歸善縣、博羅縣、長寧縣、永安縣、海豐縣、陸豐縣、龍川縣、河源縣、和平縣
- 潮州府：南澳廳、海陽縣、豐順縣、潮陽縣、揭陽縣、饒平縣、惠來縣、大埔縣、澄海縣、普寧縣
- 嘉應州：嘉應州、鎮平縣、平遠縣、興寧縣、長樂縣

## 注
1. ↑  民国·趙爾巽等，《清史稿》（卷116）：“四川成绵龙茂道，兼水利，驻省城。光绪三十四年省建昌上南道，兼驿传，抚土司，驻雅州。川东道，兼驿传，驻重庆。川北道，驻保宁。康安道，驻巴安，加提法使衔。边北道，驻登科。以上二员，宣统二年置，隶川滇边务大臣。广东南韶连道，兼水利，驻韶州。惠潮嘉道，驻惠州。廉钦道，驻钦州。高雷阳道，驻高州。”